# Grand Lodge and Library of the Ancient Free and Accepted Masons
Die Grand Lodge and Library of the Ancient Free and Accepted Masons ist ein denkmalgeschütztes Gebäude in Sioux Falls, Minnehaha County, South Dakota. Sie ist die Großloge der Freimaurerloge Ancient Free and Accepted Masons im Bundesstaat.
Das zweistöckige Gebäude wurde ab dem 6. Juni 1924 im Stile des Neoklassizismus errichtet. Die in korinthischer Ordnung gestaltete Frontfassade ist mit Kalkstein verkleidet, während die anderen Wände nach außen rötlichbraune Ziegel tragen und schmucklos bleiben. Der Eingang ist mit Feston und Kartusche verziert und trägt im Fries den Namen der Loge. Die Stahltüren, die braun bemalten, an Holz erinnernden Zierleisten sowie der 9 t schwere drahtverstärkte Glasboden waren zur Zeit ihrer Entstehung einmalige architektonische Elemente für South Dakota. Im hinteren Gebäudeteil befindet sich eine Bibliothek, die eine der größten in einem Freimaurertempel in den Vereinigten Staaten ist. Die Grand Lodge and Library of the Ancient Free and Accepted Masons gilt als das reinste Beispiel für Neoklassizistische Architektur in Sioux Falls. Anfang der 1970er Jahre war sie die Großloge von 16.000 Mitgliedern.
Die Grand Lodge and Library of the Ancient Free and Accepted Masons wurde am 28. Mai 1978 als Baudenkmal in das National Register of Historic Places aufgenommen.